# Új szavak I. – Nyelvünk 1250 új szava értelmezésekkel és példamondatokkal (2007)
Az Új szavak 1250 olyan  szót (neologizmus) tartalmaz szótárszerűen feldolgozva, amelyek legtöbbje az elmúlt évtizedekben került be nyelvünkbe.

## A kiadvány háttere
A kötet Az Ékesszólás Kiskönyvtára sorozat (ISSN 17864925) 3. köteteként jelent meg, előzményének Kiss Gábor – Pusztai Ferenc: Új szavak, új jelentések 1997-ből, illetve a Balázs Géza: Új szavak, kifejezések (1998–2005) kötetei tekinthetők.
A szótár szerzője Minya Károly pedagógus, lektora Zimányi Árpád, felelős szerkesztője Temesi Viola, tördelője Bagu László. A szómutatót Kiss Gábor állította össze.
A kötetet 2007. június 21-én Kiss Gábor mutatta be Budapesten. A könyv A/5 méretben, puhafedeles kiadásban jelent meg.
Kiadását a Nyíregyházi Főiskola Bölcsészettudományi és Művészeti Főiskolai Karának Tudományos Bizottsága támogatta.

## A kötet bemutatása
A szótár az egyes új szavaknak nemcsak a jelentését tartalmazza, hanem a használatukat számítógépes szövegkorpuszból idézett példamondattal világítja meg.
A szócikkekben a címszó mellett szerepel a szófaja, a létrejöttének módja és a stílusminősítése. Az idegen szavak esetében az eredetet, illetve a pontos kiejtést is megadja a szótár.
Az új szavak elsősorban összetételek, képzett szavak és tükörszók. Eredet és nyelv szerint a legnagyobb az angol szavak csoportja, de néhány német, olasz, orosz, spanyol és japán eredetű szó is található. Az új szavak jelentős része végső soron a görög-latin nyelvekben gyökerezik.
A kiadó a kötettel a Merriam-Webster's Collegiate Dictionary, illetve a Webster's Third New International Dictionary funkcióját szeretné hazai pályán betölteni.

## Szócikk-példák
csúcsminőség FN minőségjelzős összetétel A legjobb minőség. A csúcsminőség biztonságosabb, a végeredményt tekintve pedig olcsóbb is.
feeling [filing] FN ang Biz Érzés, hangulat. Persze akinek az kell, hogy Lada-val gyalázzon le BMW-ket, azt is meg tudom érteni, az is egy feeling.
pizzázik ÁLIKES IGE szóképzés Pizzát fogyaszt. Az egyéni verseny zajlik éppen és sok szülő pizzázik.